# PlayStation All-Stars Island
PlayStation All-Stars Island es un videojuego de cruce gratuito con personajes de varias franquicias de PlayStation. El juego fue desarrollado por Zoink y patrocinado por Coke Zero. El juego se anunció y lanzó el 8 de agosto de 2013 y se lanzó en territorios europeos seleccionados; no se planea ningún lanzamiento en América del Norte.

## Jugabilidad
El juego consta de cuatro modos de juego diferentes, cada uno con un personaje diferente de la respectiva franquicia de videojuegos de Sony Computer Entertainment. Esto incluye a Nathan Drake de Uncharted, Sackboy de LittleBigPlanet, Cole MacGrath de Infamous y Kat de Gravity Rush. Los cuatro minijuegos se juegan libremente como endless runner, aunque cada uno tiene elementos separados de sus respectivas series también; Nathan Drake corre a través de ruinas antiguas, Sack Boy corre a través de niveles de forma similar a LittleBigPlanet Karting y Kat conserva su habilidad para cambiar la gravedad.
Dentro de los juegos, el jugador debe dirigir al personaje respectivo a través de los niveles del juego, evitando obstáculos y recolectando elementos temáticos de Coke. La colección de elementos desbloquea más contenido, desafíos e incluso cameos de otras series de PlayStation como Ratchet & Clank, Jak and Daxter y Sackgirl. Se puede descargar contenido adicional del juego escaneando código QR en botellas reales de Coke Zero.

## Desarrollo
El juego fue anunciado el 8 de agosto de 2013, como un juego de teléfono móvil para las plataformas iOS y Android, desarrollado por Zoink y patrocinado por Coke Zero. Estuvo disponible para su descarga en sus respectivas plataformas el mismo día de su anuncio. El juego se lanzó en territorios europeos seleccionados; Sony ha anunciado que no hay planes para que el juego se lance en América del Norte.

## Recepción
El juego ha sido comparado desfavorablemente con Halo 4: King of the Hill Refueled by Mountain Dew como ejemplo de publicidad excesiva y descarada en un videojuego. The Escapist criticó la publicidad por ser "desagradable", quejándose de una representación desfavorable de Coca-Cola a Sony en el juego, con más anuncios de Coca-Cola que personajes de Sony.